# 300932 Kyslyuk
300932 Kyslyuk è un asteroide della fascia principale. Scoperto nel 2008, presenta un'orbita caratterizzata da un semiasse maggiore pari a 2,7614920 au e da un'eccentricità di 0,1837057, inclinata di 13,06046° rispetto all'eclittica.
L'asteroide è dedicato all'astronomo ucraino Vitalij Stepanovič Kyslyuk.